# Marie Sofie Dánská
Marie Sofie Dánská (dánsky Marie Sophie Frederikke Dagmar, někdy uváděná jako Dagmar Dánská / Dagmar von Dänemark; 26. listopadu 1847 v Kodani – 13. října 1928 v Hvidøre Slot) byla dánská princezna a jako manželka cara Alexandra III. ruská carevna (rusky императрица) Marie Fjodorovna.
Byla čtvrtým dítětem a druhou dcerou Kristiána IX. Dánského a Luisy Hesensko-Kasselské. Mariin nejstarší syn Mikuláš byl posledním ruským carem, vládl od 1. listopadu 1894 až do své abdikace 15. března 1917. Marie žila ještě deset let poté, co bolševičtí funkcionáři v roce 1918 Mikuláše a jeho nejbližší rodinu zabili.

## Původ, mládí

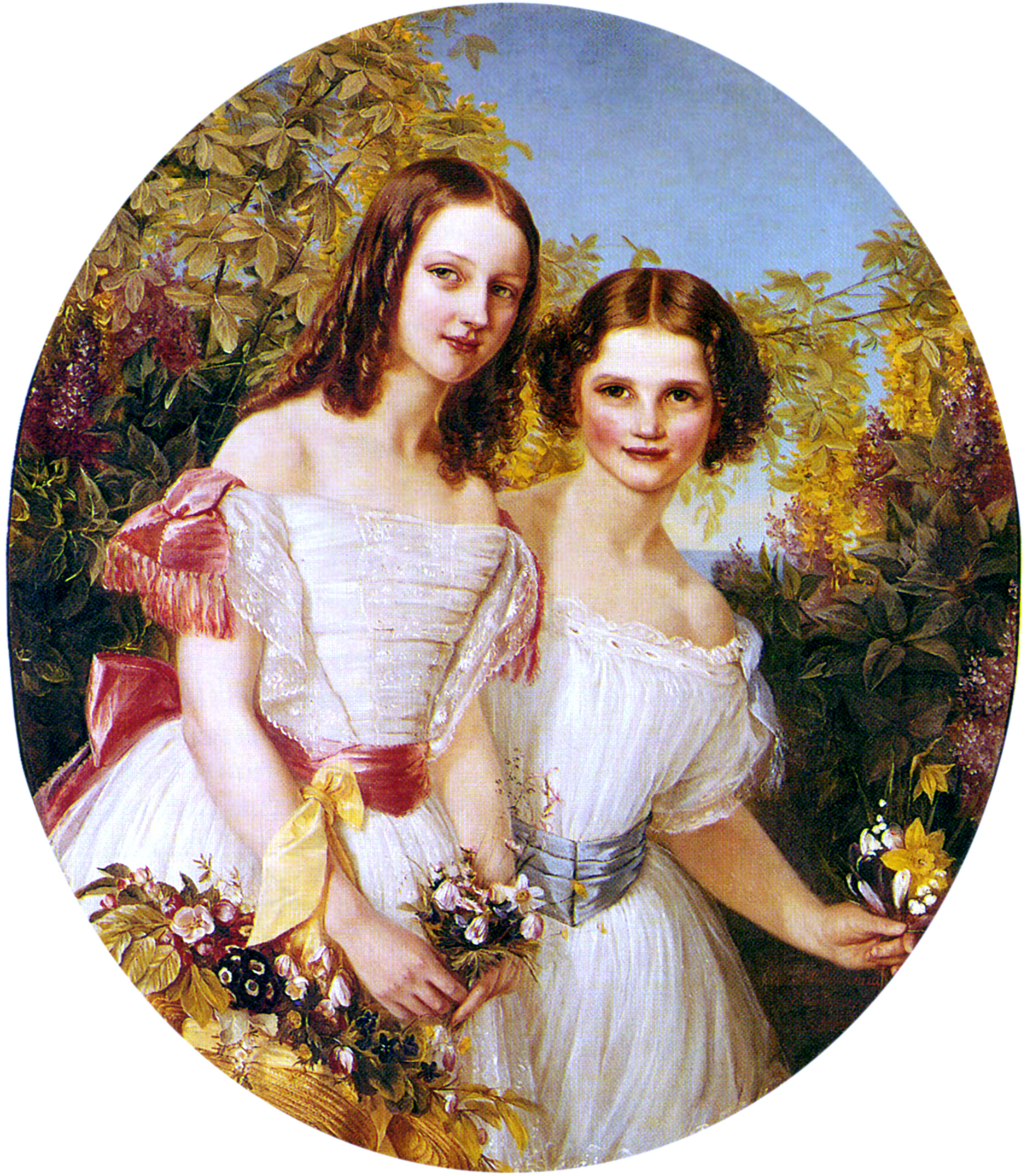
Marie Sofie Dánská (vpravo) se sestrou Alexandrou Dánskou na portrétu Elisabeth Baumannové, 1856

Princezna Marie Sophie Frederikke Dagmar se narodila 26. listopadu 1847 v sídle svých rodičů ve Žlutém domě, městském domě z 18. století na adrese Amaliegade 18, který se nachází v bezprostřední blízkosti komplexu paláce Amalienborg, hlavního sídla dánské královské rodiny ve čtvrti Frederiksstaden v centru Kodaně. Byla čtvrtým dítětem a druhou dcerou tehdejšího prince Kristiána Šlesvicko-Holštýnsko-Sonderbursko-Glücksburského, příslušníka vedlejší panovnické větve, a jeho manželky princezny Luisy Hesensko-Kasselské. Byla pokřtěna jako luteránka ve Žlutém domě, kmotrou jí byla dánská královna Karolína Amálie, a jméno dostala po své příbuzné Marii Žofii Frederice Hesensko-Kasselské, dánské královně-vdově, a také po populární středověké dánské královně Dagmar , v souladu s tehdejší národně romantickou módou. V dospívání byla známá pod jménem Dagmar. Většinu svého dospělého života však byla známá jako Marie Fjodorovna, což bylo jméno, které přijala, když těsně před sňatkem s budoucím carem Alexandrem III. v roce 1866 konvertovala k pravoslaví. V rodině byla po celý život známá jako „Minnie."
V roce 1852 se Marrin otec stal předpokládaným následníkem dánského trůnu, a to především díky nástupnickým právům své manželky Luisy, neteře krále Kristiána VIII. V roce 1853 mu byl udělen titul dánského prince a on i jeho rodina dostali oficiální letní sídlo, palác Bernstorff severně od Kodaně. Ten se rychle stal oblíbeným sídlem princezny Luisy a rodina zde často pobývala. Děti vyrůstaly v úzkém rodinném kruhu, v prostředí, které je popisováno jako skromné, ale šťastné. V dětství dětí měl otec na živobytí pouze svůj důstojnický plat a rodina žila poměrně prostým životem podle královských norem. Jejich domácnost měla pouze šest zaměstnanců a Marie a její sourozenci se mohli v dětství procházet po kodaňských ulicích a dělat takové věci, jako chodit na trh a navštěvovat kavárny. Jen velmi zřídka se účastnili slavnostních ceremonií a pak si museli hned zase svléknout své krásné šaty, aby neriskovali, že si je ušpiní. Mariini rodiče kladli důraz na to, aby děti dostaly prostou občanskou výchovu, která kladla velký důraz na královské povinnosti. Později se všechny děti proslavily svou nenucenou schopností komunikovat s lidmi, smyslem pro povinnost a schopností reprezentovat.

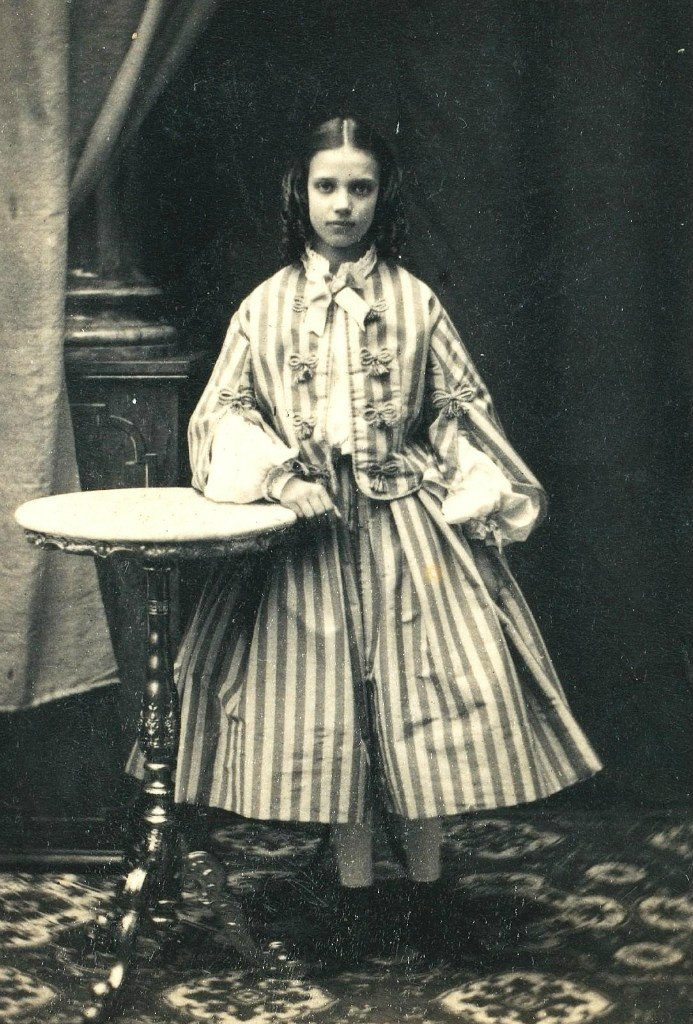
Princezna Marie Sofie Dánská, 1861

Marie měla nejblíže ke své nejstarší sestře Alexandře a po celý život k sobě měly silný vztah. Obě princezny sdílely jeden pokoj ve Žlutém domě a byly společně vychovávány. Sestrám se dostalo stejného vzdělání, jaké se považovalo za vhodné pro dívky z vyšších vrstev: matka je učila hospodařit, doučovatelé je učili tančit, hrát hudbu, malovat a kreslit a mluvit francouzsky, anglicky a německy. Otec však také trval na tom, aby se učily tělocviku a sportu, což bylo pro dívky neobvyklejší. Během výchovy se Marie a Alexandra učily plavat u švédské průkopnice plavání pro ženy Nancy Edbergové. Marie bývá popisována jako živá a inteligentní, milá, ale méně krásná než Alexandra, a lepší v malování a kreslení než její sestry, které byly naopak nadanější v hudbě.
Po smrti krále Frederika VII. v roce 1863 se Mariin otec stal dánským králem, když jí bylo 16 let. Díky skvělým dynastickým svazkům svých dětí se stal známým jako „tchán Evropy“. Mariin nejstarší bratr měl po otci nastoupit jako dánský král Frederik VIII. (jeden z jeho synů měl být zvolen norským králem). Její starší a oblíbená sestra Alexandra se v březnu 1863 provdala za Alberta Eduarda, prince z Walesu (budoucího krále Eduarda VII.). Alexandra byla vedle funkce královny-chotě krále Eduarda VII. také matkou Jiřího V. Spojeného království, což vysvětluje nápadnou podobnost mezi jejich syny Mikulášem II. a Jiřím V. Během několika měsíců po Alexandřině sňatku byl druhý starší bratr Dagmar, Vilém, zvolen řeckým králem Jiřím I. Její mladší sestrou byla Thyra, vévodkyně z Cumberlandu. Měla také dalšího mladšího bratra, Valdemara.

## Zasnoubení a manželství

### První zasnoubení

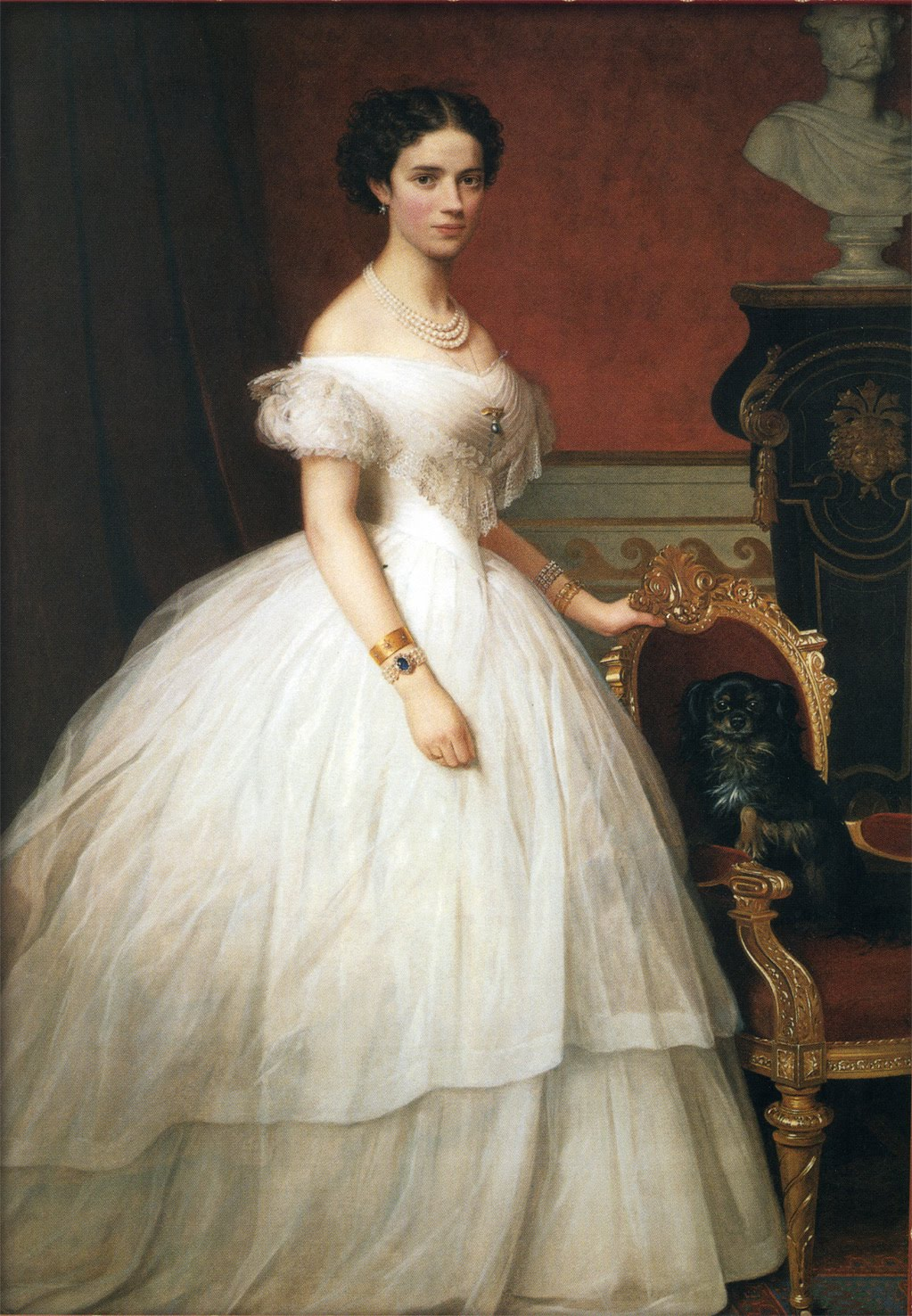
Portrét mladé princezny Marie Sofie se psem z 60. let 19. století od Andrease Hermana Hunæuse.

Na konci roku 1863 byla Marie jako dcera dánského krále, sestra řeckého krále a švagrová prince z Walesu považována za jednu z nejžádanějších evropských princezen. Dostala nabídku k sňatku od italského korunního prince Umberta, ale zdráhala se za něj provdat, protože jí připadal nepřitažlivý. Její matka se také zdráhala takový sňatek podpořit, protože viděla větší postavení ve vyhlídce, že se Marie provdá do ruské carské rodiny. Vzhledem k vzestupu slovanofilské ideologie v ruském impériu hledal Alexandr II. nevěstu pro následníka trůnu, ruského careviče Nikolaje Alexandroviče, v jiných zemích než v německých státech, které tradičně poskytovaly carům manželky. Jednou z kandidátek byla i princezna Marie Sofie a již v roce 1860 učinil car první dotazy ohledně možného zasnoubení. Mezi oběma rodinami již také existovaly rodinné vazby, neboť Mariin strýc byl ženatý s carovou sestrou.
V roce 1864 oznámila ruská carevna Marie Alexandrovna, že její syn navštíví Dánsko, a v létě přijel Nikolaj neboli „Nixa“, jak mu říkali v rodině, do paláce Fredensborg, kde pobývala dánská královská rodina. Nikolaj se s Marií nikdy nesetkal, ale řadu let sbíral její fotografie a obě rodiny si přály sňatek. Když se setkali, Marie a Nikolaj se vzájemně přitahovali.
Po návratu do Ruska, aby získal otcovo svolení, požádal Nikolaj 28. září 1864 v zahradách Bernstorffova paláce Marii o ruku a dostal souhlas. Zasnoubení bylo oznámeno ještě téhož dne v Bernstorffově paláci. Její budoucí tchyně Marie Alexandrovna (Marie Hesenská) jí darovala šestipramenný perlový náhrdelník a Nikolaj diamantový náramek. Celkem Marie dostala od svých budoucích příbuzných zásnubní dary za 1,5 milionu rublů.

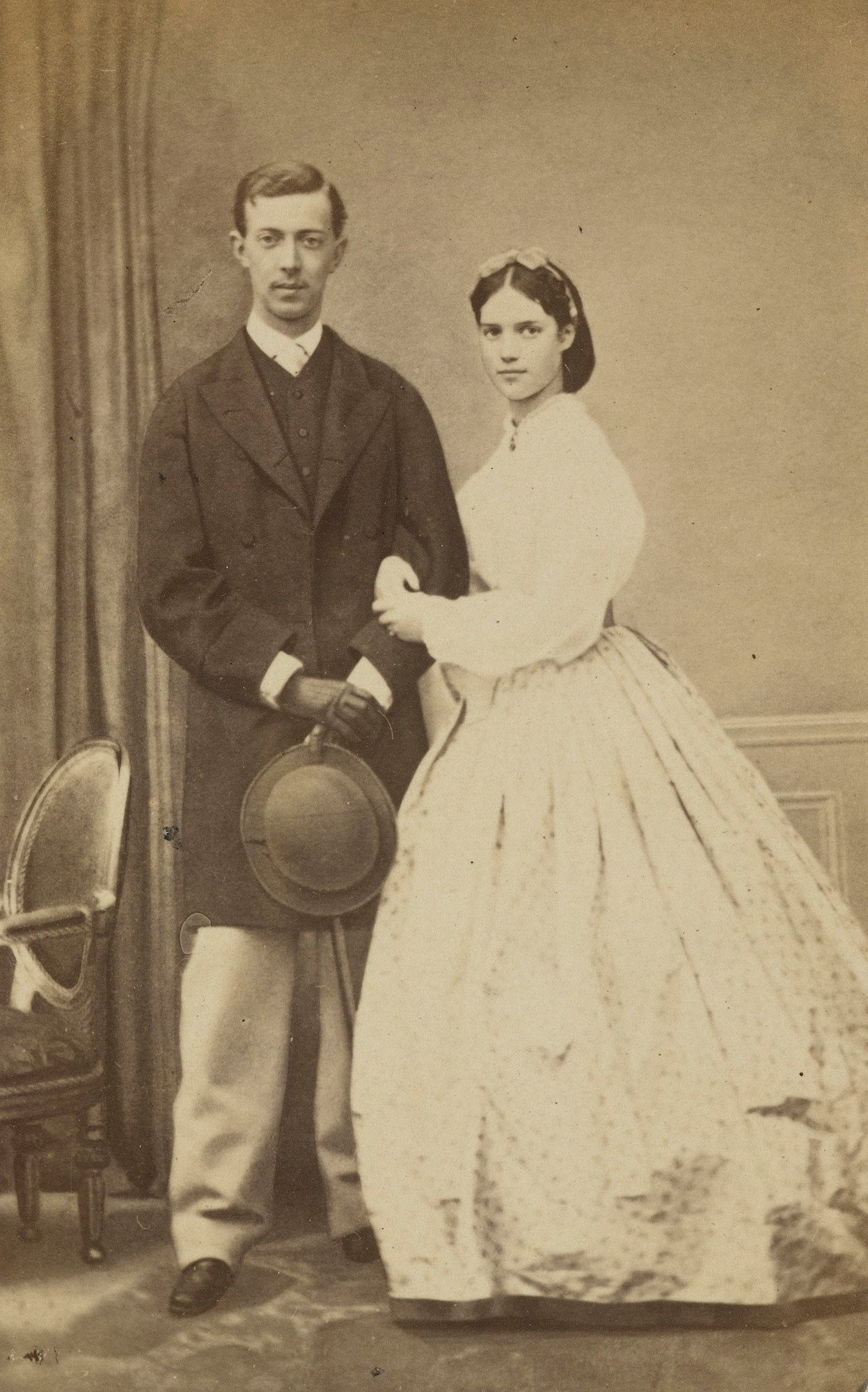
Princezna Marie Sofie a její první snoubenec carevič Nikolaj Alexandrovič, 1864

Zasnoubení bylo v obou zemích populární a zároveň zajistilo dánské královské rodině ještě lepší styky. Zasnoubení se odehrálo přímo v době druhé šlesvické války mezi Dánskem na jedné straně a Pruskem a Rakouskem na straně druhé a během mírových jednání po válce v říjnu 1864 Marie neúspěšně žádala svého budoucího tchána o pomoc Dánsku proti Prusku kvůli spornému území Šlesvicka-Holštýnska. Předpokládá se, že tak učinila se souhlasem svých rodičů, ale není známo, zda to bylo na jejich žádost. Její výzva byla marná, ale od té chvíle se stala známou svými protipruskými názory.
Zatímco Nikolaj pokračoval v cestě do Florencie, Marie a Nikolaj si několik měsíců denně vyměňovali milostné dopisy. V dubnu Nikolaj vážně onemocněl mozkomíšním zánětem mozku. Alexandr II. poslal Marii telegram: „Nikolaj přijal poslední pomazání. Modlete se za nás a přijeďte, pokud můžete." 22. dubna 1865 Nikolaj zemřel v přítomnosti svých rodičů, bratrů a Marie. Jeho posledním přáním bylo, aby se Marie provdala za jeho mladšího bratra, budoucího Alexandra III.
Marie byla Nikolajovou smrtí zdrcena. Nikolajovi rodiče se snažili „odtrhnout princeznu Marii od mrtvoly a vynést ji ven.“ Po návratu do vlasti byla tak zdrcená, že se její příbuzní vážně obávali o její zdraví. K Rusku již citově přilnula a často myslela na obrovskou, vzdálenou zemi, která měla být jejím domovem. Mnozí s Marií soucítili. Princezna Marie Adelaida z Cambridge se v dopise zmínila o „smutku ubohé drahé Minny a o zhoubě, která dopadla na její mladý život.“ Královna Viktorie napsala: „Jak strašné pro ubohou Dagmar... ubohé rodiče a nevěstu je třeba co nejhlouběji politovat.“

### Druhé zasnoubení a svatba

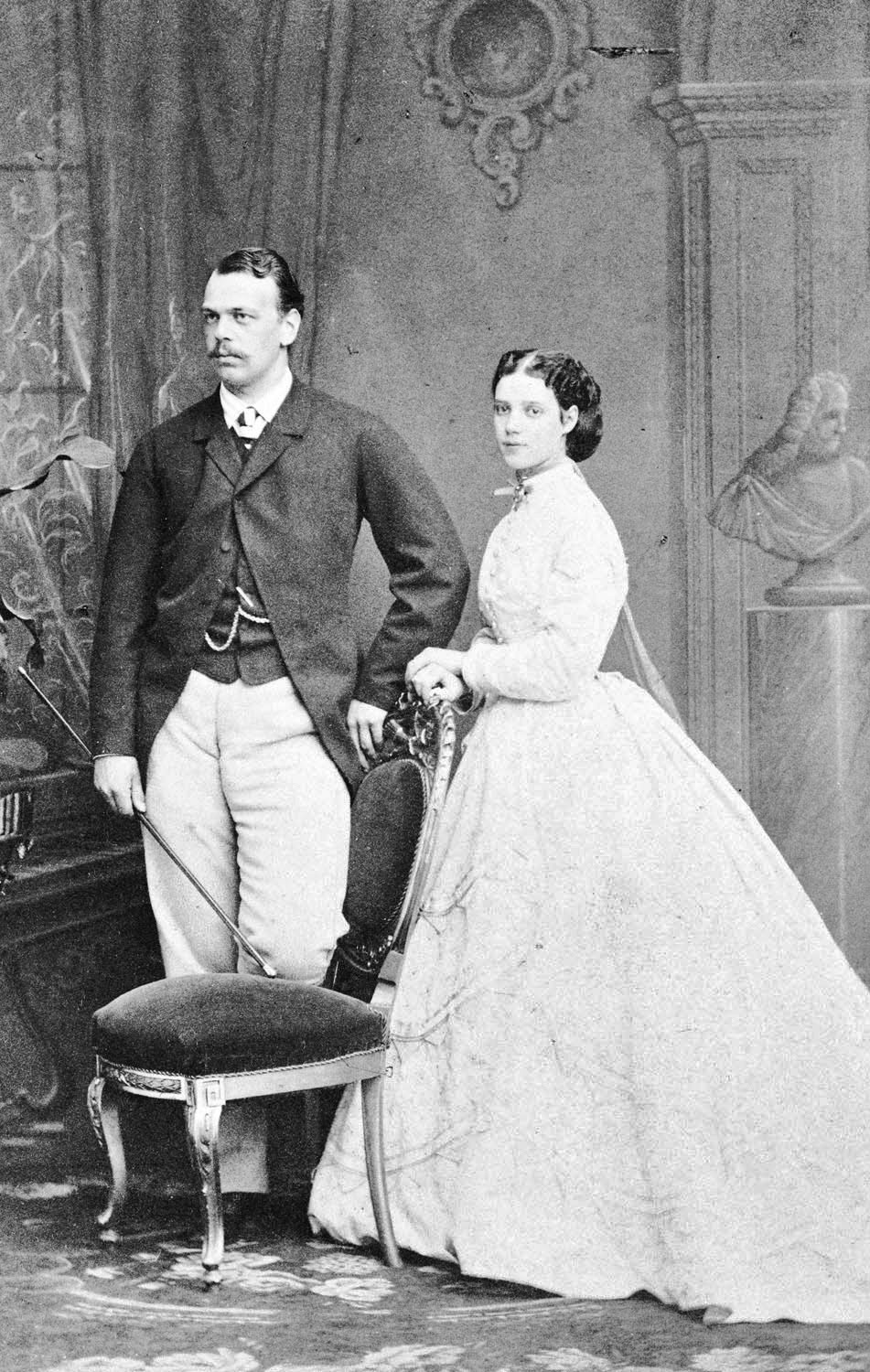
Princezna Marie Sofie a její druhý snoubenec carevič Alexandr

Alexandr II. a Marie Alexandrovna si Marii oblíbili a chtěli ji provdat za svého nového dědice, careviče Alexandra. V láskyplném dopise Alexandr II. sdělil Marii, že doufá, že se bude i nadále považovat za členku jejich rodiny. Marie Alexandrovna se snažila přesvědčit Luisu Hesensko-Kasselskou, aby Marii okamžitě poslala do Ruska, ale Luisa trvala na tom, že Marie musí „posílit své nervy... a vyhnout se citovým rozrušením." Marie, která upřímně truchlila po Nikolajovi, i Alexandr, který byl zamilovaný do matčiny dvorní dámy Marie Meščerské a pokoušel se vzdát místa následníka trůnu, aby se s ní mohl oženit, se zpočátku zdráhali. Alexandr se však pod tlakem rodičů rozhodl odjet do Dánska.
V červnu 1866 přijel carevič Alexandr se svými bratry velkoknížetem Vladimírem a velkoknížetem Alexejem do Kodaně. Při prohlížení Nikolajových fotografií se Alexandr zeptal Marie, zda „ho může milovat poté, co milovala Nixu, kterému byli oba oddáni.“ Odpověděla, že nemůže milovat nikoho jiného než jeho, protože byl tak blízký svému bratrovi. 17. června ji požádal o ruku během pikniku na pláži v Hellebæku u pobřeží Øresundské úžiny nedaleko Elsinoru a dostal souhlas. 23. června byly zásnuby oznámeny ve Fredensborském paláci. 23. června se konalo slavnostní zasnoubení. Marie i Alexandr se rychle chopili vyhlídky na sňatek a brzy se o nich říkalo, že jsou skutečně nadšení.
V době před Mariiným odjezdem do Ruska se v Kodani konalo mnoho slavnostních akcí. Dne 22. září 1866 Marie opustila Kodaň na palubě dánské královské jachty Slesvig v doprovodu obrněné fregaty Peder Skram a v doprovodu svého bratra, korunního prince Frederika. Hans Christian Andersen, který byl v dětství občas zván, aby Marii a jejím sourozencům vyprávěl pohádky, byl mezi davem, který se shromáždil na nábřeží, aby ji vyprovodil. Spisovatel si do svého deníku poznamenal: „Včera se na nábřeží, když mě míjela, zastavila a vzala mě za ruku. Měl jsem oči plné slz. Jaké to ubohé dítě! Ach, Bože, buď k ní laskavý a milosrdný! Říká se, že v Petrohradě je skvělý dvůr a carská rodina je milá; přesto míří do neznámé země, kde jsou jiní lidé a jiné náboženství a kde nebude mít po svém boku nikoho ze svých dřívějších známých.“
Marie byla v Kronštadtu vřele přivítána carovým bratrem, ruským velkoknížetem Konstantinem Nikolajevičem, a doprovozena do Petrohradu, kde ji 24. září přivítala její budoucí tchyně a švagrová. 29. září slavnostně vstoupila do ruského hlavního města v ruském národním kroji v modré a zlaté barvě a spolu s carevnou odcestovala do Zimního paláce, kde byla na balkoně představena ruské veřejnosti. 

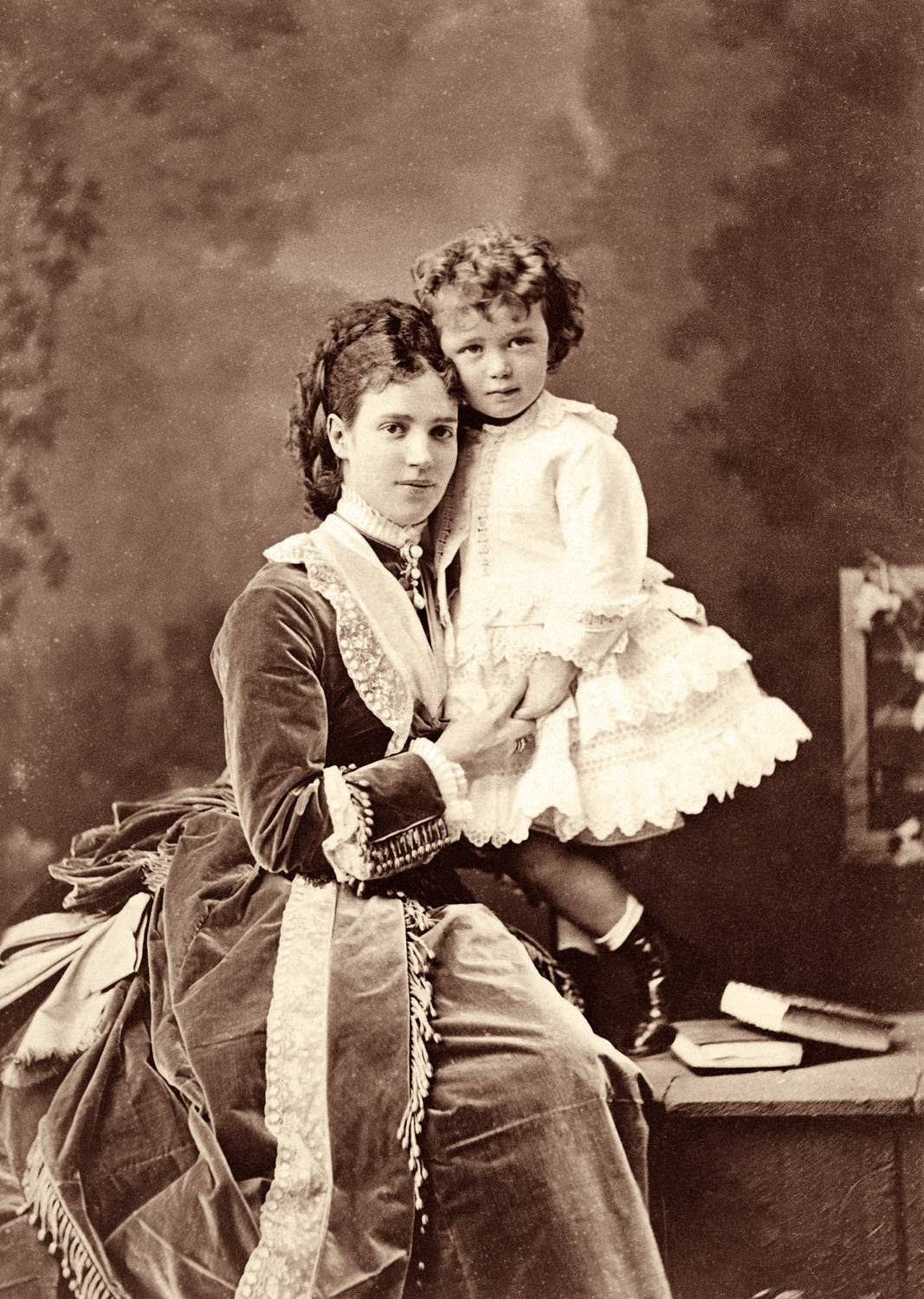
Marie Fjodorovna se svým dvouletým synem velkoknížetem Mikulášem v roce 1870.

V následujících týdnech se Marie učila ruské dvorní etiketě. Dne 24. října 1866 konvertovala k pravoslaví a následujícího dne se stala velkokněžnou Marií Fjodorovnou. Na ruském dvoře, kde byla francouzština prakticky mateřským jazykem, jí však často říkali „Marie“. Honosná svatba se konala 9. listopadu 1866 v carské kapli Zimního paláce v Petrohradě. Finanční tíseň nedovolila jejím rodičům zúčastnit se svatby, a tak místo sebe poslali jejího bratra, korunního prince Frederika. Na obřad do Petrohradu přijel i její švagr, princ z Walesu; princezně z Walesu zabránilo v účasti těhotenství.
Po skončení mnoha svatebních oslav se novomanželé přestěhovali do Aničkovského paláce v Petrohradě, kde žili následujících 15 let, pokud zrovna nejezdili na delší dovolenou do své letní vily Livadia na Krymském poloostrově. Navzdory tomu, že jejich vztah začal za tak zvláštních okolností, prožili Marie a Alexandr mimořádně šťastné manželství a během téměř třiceti let manželství si manželé zachovali upřímnou oddanost. Marii všichni uznávali jako „jediného člověka na světě, kterému autokrat všech Rusů skutečně důvěřuje. Ve svou něžnou choť má neomezenou důvěru." 
18. května 1868 se Marii v Alexandrovském paláci v Carském Selu jižně od Petrohradu narodil nejstarší syn Mikuláš, budoucí Mikuláš II. U narození prvního dítěte Alexandra a Marie byla přítomna celá císařská rodina.
Její další syn Alexandr, narozený v roce 1869, zemřel v kojeneckém věku na meningitidu. Marie Porodila Alexandrovi ještě čtyři děti, které se dožily dospělosti: Georgij (nar. 1871), Xenie (nar. 1875), Michail (nar. 1878) a Olga (nar. 1882). Jako matka se o své syny starala a byla k nim značně majetnická. Ke svým dcerám měla vzdálenější vztah. Jejím nejoblíbenějším dítětem byl Georgij, Olga a Michail měli blíže k otci. Ke Georgijovi byla shovívavá a nikdy ho nesnesla trestat za jeho lumpárny. Její dcera Olga vzpomínala, že „matka pro něj měla velkou slabost."

## Ruská velkokněžna

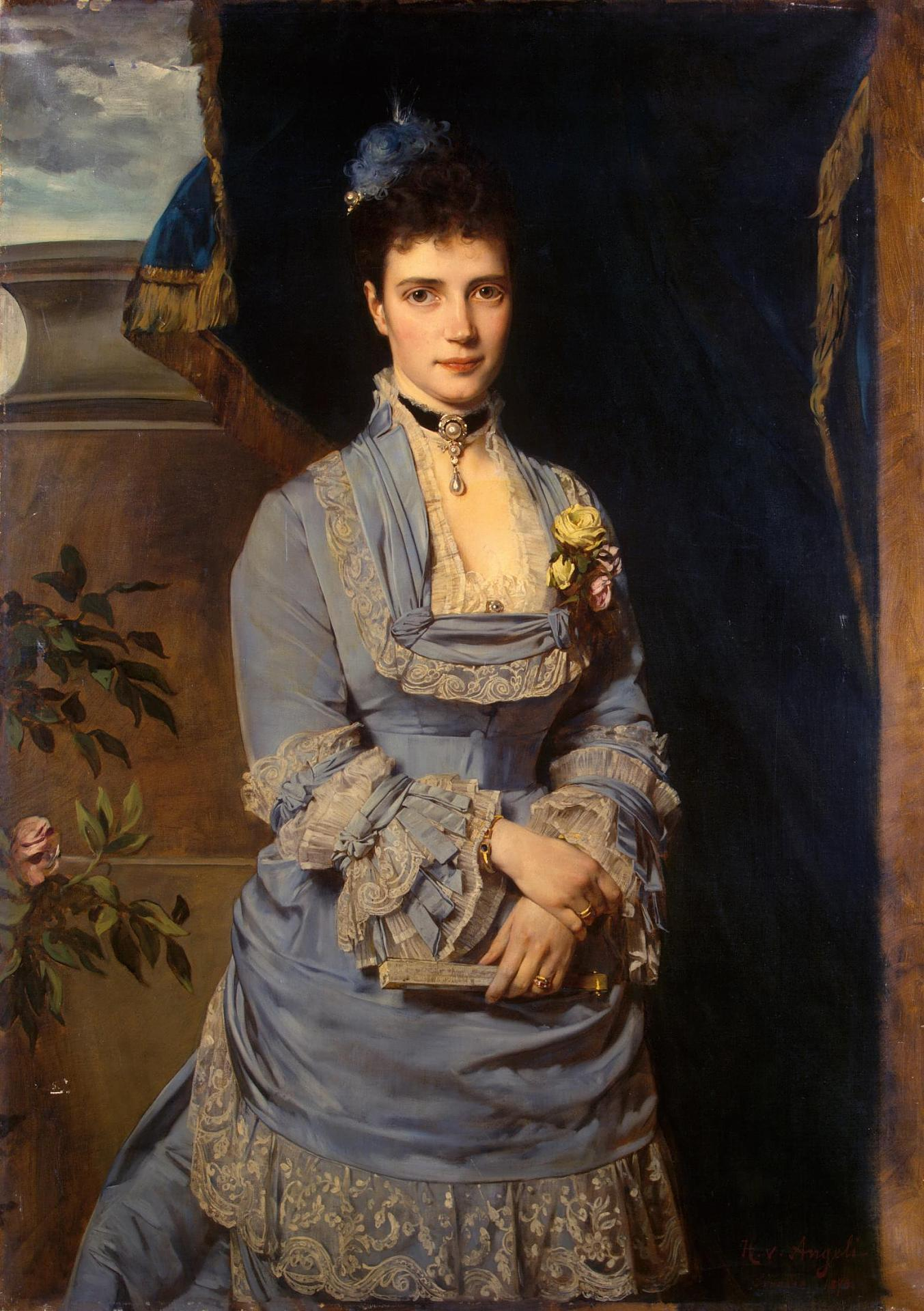
Velkokněžna Marie Fjodorovna Ruská na portrétu Heinricha von Angeliho, 1874

Jelikož její tchyně, carevna Marie Alexandrovna, byla chatrného zdraví a ze zdravotních důvodů trávila dlouhá období v zahraničí, musela Marie Fjodorovna často plnit roli první dámy dvora. Neměla nejlepší podmínky k tomu, aby se stala v Rusku populární, protože většina Rusů ji neměla ráda, když se provdala za Alexandra poté, co byla nejprve zasnoubena s jeho bratrem. Tuto překážku však rychle překonala a stala se oblíbenou u ruské veřejnosti, přičemž tuto popularitu nikdy neztratila. Již na počátku své kariéry si dala za cíl naučit se ruský jazyk a snažila se porozumět ruskému lidu.
Marie se do politiky zapojovala jen zřídka, raději věnovala čas a energii rodině, charitě a společenským aktivitám. Jedinou výjimkou z oficiální politiky bylo její bojovné protiněmecké smýšlení kvůli anexi dánských území Pruskem v roce 1864, které vyjadřovala i její sestra Alexandra. 
Marie zařídila sňatek svého bratra Jiřího I. Řeckého a své švagrové Olgy Konstantinovny Ruské. Když Jiří v roce 1867 navštívil Petrohrad, zařídila, aby Jiří strávil nějaký čas s Olgou. Přesvědčila Olžiny rodiče o vhodnosti svého bratra. Její otec Kristián IX. Dánský ji v dopise pochválil za prozíravé uspořádání sňatku: „Kde ses proboha naučila tak dobře intrikovat, ty malá nezbednice, když jsi tvrdě zapracovala na svém strýci a tetě, kteří byli předtím rozhodně proti takovému sňatku."
Mariin vztah s jejím tchánem Alexandrem II. se zhoršil, protože nepřijala jeho druhý sňatek s Kateřinou Dolgorukovovou. Odmítla svým dětem povolit návštěvu dědečkovy druhé manželky a jeho legitimizovaných bastardů, což vyvolalo Alexandrův hněv. Svěřila se Sofii Tolsté, že „mezi mnou a panovníkem došlo k vážným scénám, které způsobilo mé odmítnutí pustit k němu své děti.“ Na recepci v Zimním paláci v únoru 1881 odmítla Kateřinu políbit a podala jí pouze ruku k políbení. Alexandr II. se rozzuřil a svou snachu pokáral: „Saša je dobrý syn, ale ty - ty nemáš srdce."
V roce 1873 se Marie, Alexander a jejich dva nejstarší synové vydali na cestu do Spojeného království. Ruský pár a jejich děti byli pohoštěni v Marlborough House princem a princeznou z Walesu. Královské sestry Marie a Alexandra potěšily londýnskou společnost tím, že se na společenských akcích oblékaly stejně. Následujícího roku přivítali Marie a Alexandr prince a princeznu z Walesu v Petrohradě; přijeli na svatbu princova mladšího bratra Alfréda s velkokněžnou Marií Alexandrovnou, dcerou cara Alexandra II. a sestrou careviče.

## Ruská carevna

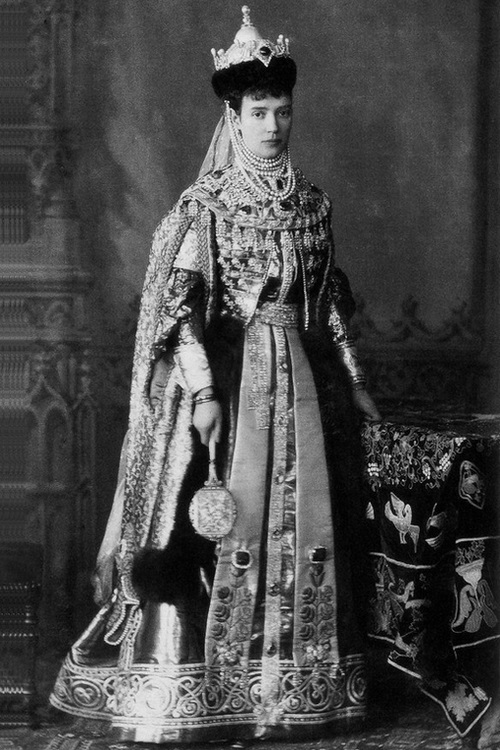
Marie Fjodorovna v ruském kostýmu, 1883

Ráno 13. března 1881 byl Mariin tchán Alexandr II. na cestě z vojenské přehlídky do Zimního paláce zabit bombovým útokem, který provedla revoluční socialistická politická organizace Narodnaja volja. Druhá ze dvou bomb mu roztrhla nohu a Marie ve svém deníku popsala, jak byl zraněný, ale stále živý car převezen do paláce: „Nohy měl strašlivě rozdrcené a rozpárané až po koleno; krvácející hmota, na pravé noze měl půlku boty a na levé mu zbyla jen podrážka.“ Alexandr II. zemřel na ztrátu krve o několik hodin později. Po hrůzné smrti svého tchána se obávala o bezpečnost svého manžela. Do svého deníku si zapsala: „Naše nejšťastnější a nejklidnější časy jsou nyní pryč. Můj klid a mír jsou pryč, protože teď už budu mít vždy jen starosti o Sašu." Její oblíbená sestra, princezna z Walesu, a švagr princ z Walesu zůstali v Rusku několik týdnů po pohřbu.
Alexandr a Marie byli korunováni 27. května 1883 v chrámu Zesnutí přesvaté Bohorodice v Kremlu v Moskvě. Těsně před korunovací bylo odhaleno velké spiknutí, které oslavu zhatilo. Přesto se velkolepého obřadu zúčastnilo více než 8 000 hostů. Kvůli mnoha hrozbám namířeným proti Marii a Alexandrovi III. vyzval krátce po korunovaci šéf bezpečnostní policie generál Čerevin cara a jeho rodinu, aby se přestěhovali do paláce v Gatčině, bezpečnějšího místa 50 km od Petrohradu. Obrovský palác měl 900 místností a nechala ho postavit Kateřina Veliká. Romanovci tuto radu uposlechli. Marie a Alexandr III. žili v Gatčině 13 let a vyrůstalo zde jejich pět přeživších dětí. Alexandr III. a Marie pod přísnou ochranou pravidelně odjížděli z Gatčiny do hlavního města, aby se zúčastnili oficiálních akcí, a při pobytu nadále využívali přednostně Aničkovský palác před Zimním palácem.
Marie byla všeobecně oblíbenou carevnou. Vévodkyně Cecílie Meklenbursko-Zvěřínská napsala, že Mariino „vystupování, její vynikající a silná osobnost a inteligence, která jí zářila ve tváři, z ní dělaly dokonalou postavu královny... V Rusku byla neobyčejně oblíbená, všichni k ní měli důvěru... a [byla] pro svůj lid skutečnou matkou"

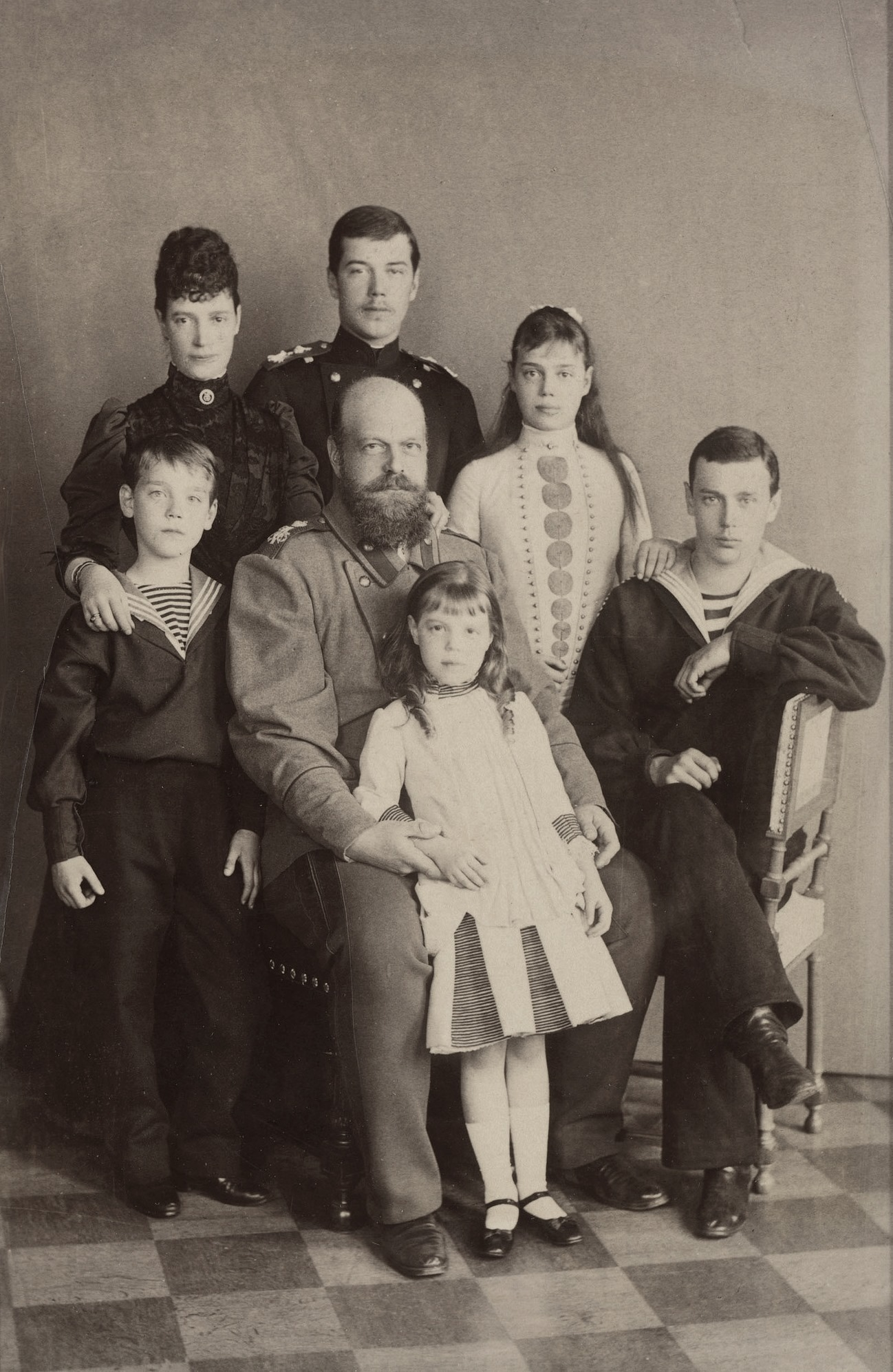
Marie Fjodorovna s manželem a dětmi, 1888

Marie se věnovala dobročinnosti. Její manžel ji nazýval „andělem strážným Ruska“. Jako carevna převzala patronát nad Mariinými ústavy, které vedla její tchyně: V roce 1882 založila mnoho zařízení zvaných Mariiny školy, které poskytovaly mladým dívkám základní vzdělání. Byla patronkou Ruské společnosti Červeného kříže. Během epidemie cholery na konci 70. let 19. století navštěvovala nemocné v nemocnicích.
Marie byla hlavou společenského života. Ráda tančila na plesech vyšší společnosti a stala se oblíbenou společenskou osobností a hostitelkou carských plesů v Gatčině. Její dcera Olga to komentovala slovy: „Dvorní život musel běžet v přepychu a tam moje matka hrála svou roli bez jediného chybného kroku.“ Jeden ze současníků si jejího úspěchu všiml: „Z dlouhé řady carevnin, které seděly v Kremlu nebo se procházely v Zimním paláci, byla Marie Fjodorovna snad nejzářivější." Alexandr se rád přidával k hudebníkům, i když je nakonec jednoho po druhém posílal pryč. Když se to stalo, Marie věděla, že večírek skončil.
Jako velkokněžna a poté jako carevna měla Marie Fjodorovna jistou společenskou rivalitu s populární velkokněžnou Marií Pavlovnou, manželkou svého ruského švagra, velkoknížete Vladimíra. Tato rivalita byla ozvěnou rivality, kterou sdíleli jejich manželé, a sloužila k prohloubení rozkolu v rodině. Ačkoli věděla, že je lepší veřejně nekritizovat velkoknížete i velkokněžnu na veřejnosti, Marie Fjodorovna se o Marii Pavlovně vyjadřovala jízlivým epitetem „carevna Vladimíra“
Téměř každé léto se Marie s Alexandrem a jejich dětmi vydávali na každoroční cestu do Dánska, kde její rodiče, král Kristián IX. a královna Luisa, pořádali rodinná setkání. Mariin bratr, král Jiří I., a jeho manželka, královna Olga, přijížděli se svými dětmi z Athén a princezna z Walesu, často bez manžela, přijížděla s některými ze svých dětí ze Spojeného království. Na rozdíl od přísné ostrahy, která byla dodržována v Rusku, si car, carevna a jejich děti užívali relativní svobody, které si mohli užívat v Bernstorffu a Fredensborgu. Každoroční rodinná setkání panovníků v Dánsku byla v Evropě považována za podezřelá a mnozí se domnívali, že se při nich tajně projednávají státní záležitosti. Otto von Bismarck přezdíval Fredensborgu „evropská galerie šeptandy“ a obviňoval královnu Luisu, že proti němu se svými dětmi intrikuje. Marie měla také dobré vztahy s většinou svých příbuzných a často byla žádána, aby působila jako prostředník mezi nimi a carem. Podle slov její dcery Olgy: „Dokázala být vůči svým příbuzným nesmírně taktní, což nebyl snadný úkol."

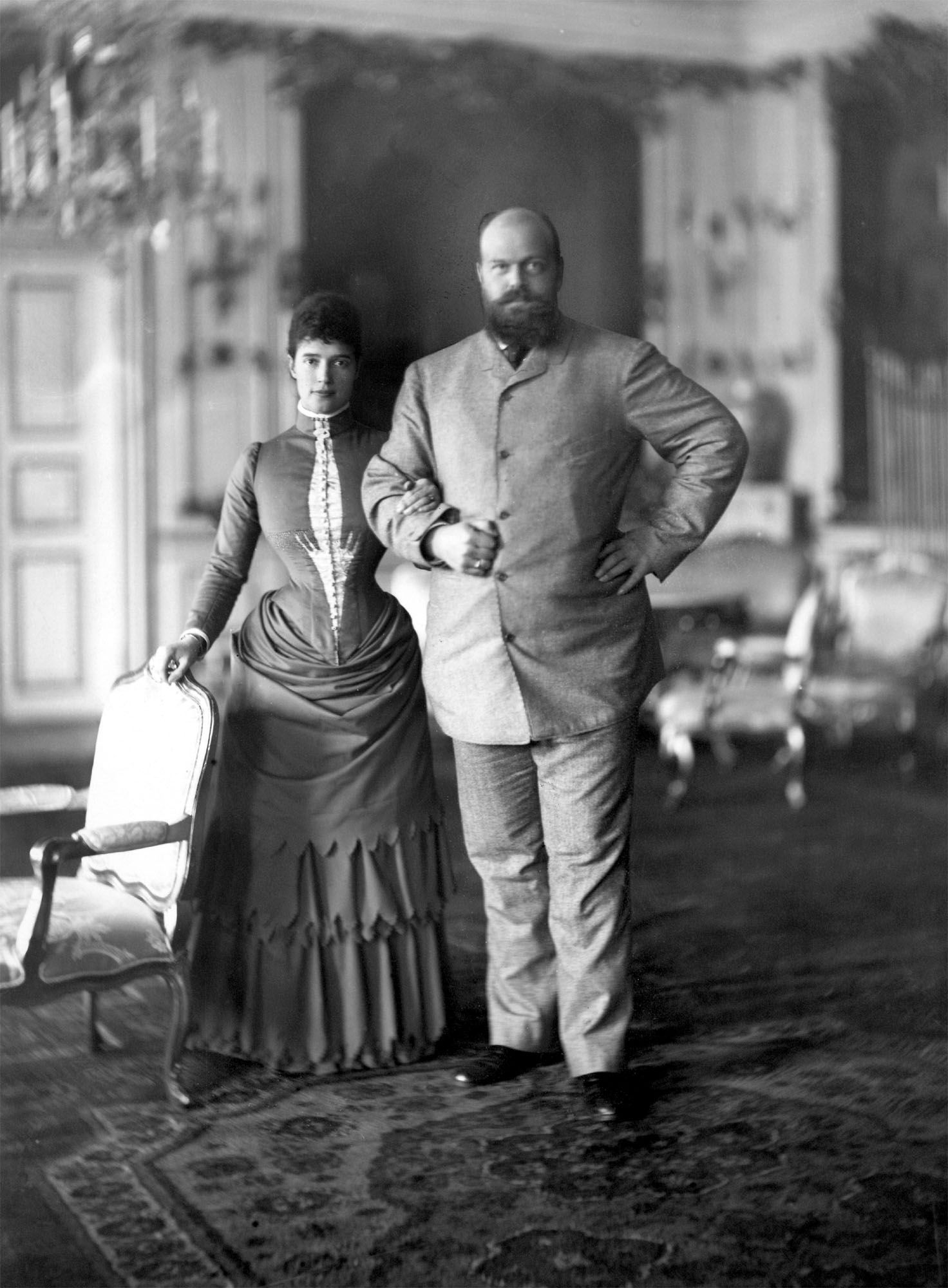
Carevna Marie Fjodorovna se svým manželem carem Alexandrem III. Alexandrovičem Ruským, 1893

Za vlády Alexandra III. odpůrci monarchie rychle zmizeli do podzemí. Skupina studentů plánovala atentát na Alexandra III. v den šestého výročí smrti jeho otce v chrámě svatého Petra a Pavla v Petrohradě. Spiklenci naplnili vydlabané knihy dynamitem, který chtěli hodit na cara, až přijde do katedrály. Ruská tajná policie však spiknutí odhalila dříve, než mohlo být uskutečněno. V roce 1887 bylo oběšeno pět studentů; mezi nimi byl i Alexandr Uljanov, starší bratr Vladimíra Iljiče Lenina.
Největší hrozbu pro život cara a jeho rodiny však nepředstavovali teroristé, ale vykolejení carského vlaku na podzim roku 1888. Marie s rodinou obědvala v jídelním voze, když vlak vyjel z kolejí a sklouzl z náspu, v důsledku čehož se na ně téměř zřítila střecha jídelního vozu.
Když Mariina nejstarší sestra Alexandra navštívila v červenci 1894 Gatčinu, byla překvapena, jak její švagr Alexandr III. zeslábl. V té době už Marie dávno věděla, že je nemocný a nezbývá mu mnoho času. Svou pozornost nyní obrátila ke svému nejstaršímu synovi, budoucímu Mikuláši II. neboť právě na něm nyní závisela jak její osobní budoucnost, tak budoucnost dynastie.
Mikuláš se již dlouho chtěl oženit s princeznou Alix Hesenskou, oblíbenou vnučkou královny Viktorie. Přestože byla jejich kmotřenkou, Alexandr III. ani Marie s tímto sňatkem nesouhlasili. Mikuláš situaci shrnul takto: „Chci se ubírat jedním směrem a je jasné, že maminka si přeje, abych se ubíral jiným směrem - mým snem je jednou se oženit s Alix." Marii a Alexandrovi připadala Alix plachá a poněkud svérázná. Obávali se také, že mladá princezna nemá tu správnou povahu, aby se mohla stát ruskou carevnou. Mikulášovi rodiče znali Alix jako dítě a vytvořili si dojem, že je hysterická a nevyrovnaná, což mohlo být způsobeno ztrátou její matky a nejmladší sestry Marie na záškrt, když jí bylo pouhých šest let. Teprve když se zdraví Alexandra III. začalo zhoršovat, neochotně dali Mikulášovi svolení k žádosti o ruku.

## Carevna vdova
Alexandr III. zemřel 1. listopadu 1894 v Livadii ve věku pouhých 49 let. Do svého deníku si Marie zapsala: „Jsem naprosto zdrcená a sklíčená, ale když jsem viděla blažený úsměv a klid v jeho tváři, který se dostavil poté, dodalo mi to sílu.“ O dva dny později přijeli do Livadie z Londýna princ a princezna z Walesu. Zatímco princ z Walesu si vzal za úkol zapojit se do příprav pohřbu, princezna z Walesu trávila čas utěšováním truchlící Marie, včetně toho, že se s ní modlila a spala u jejího lůžka. Narozeniny Marie Fjodorovny připadly na týden po pohřbu, a protože to byl den, kdy se mohl poněkud uvolnit dvorský smutek, využil Mikuláš tento den ke sňatku s Alix Hesensko-Darmstadtskou, která přijala jméno Alexandra Fjodorovna.

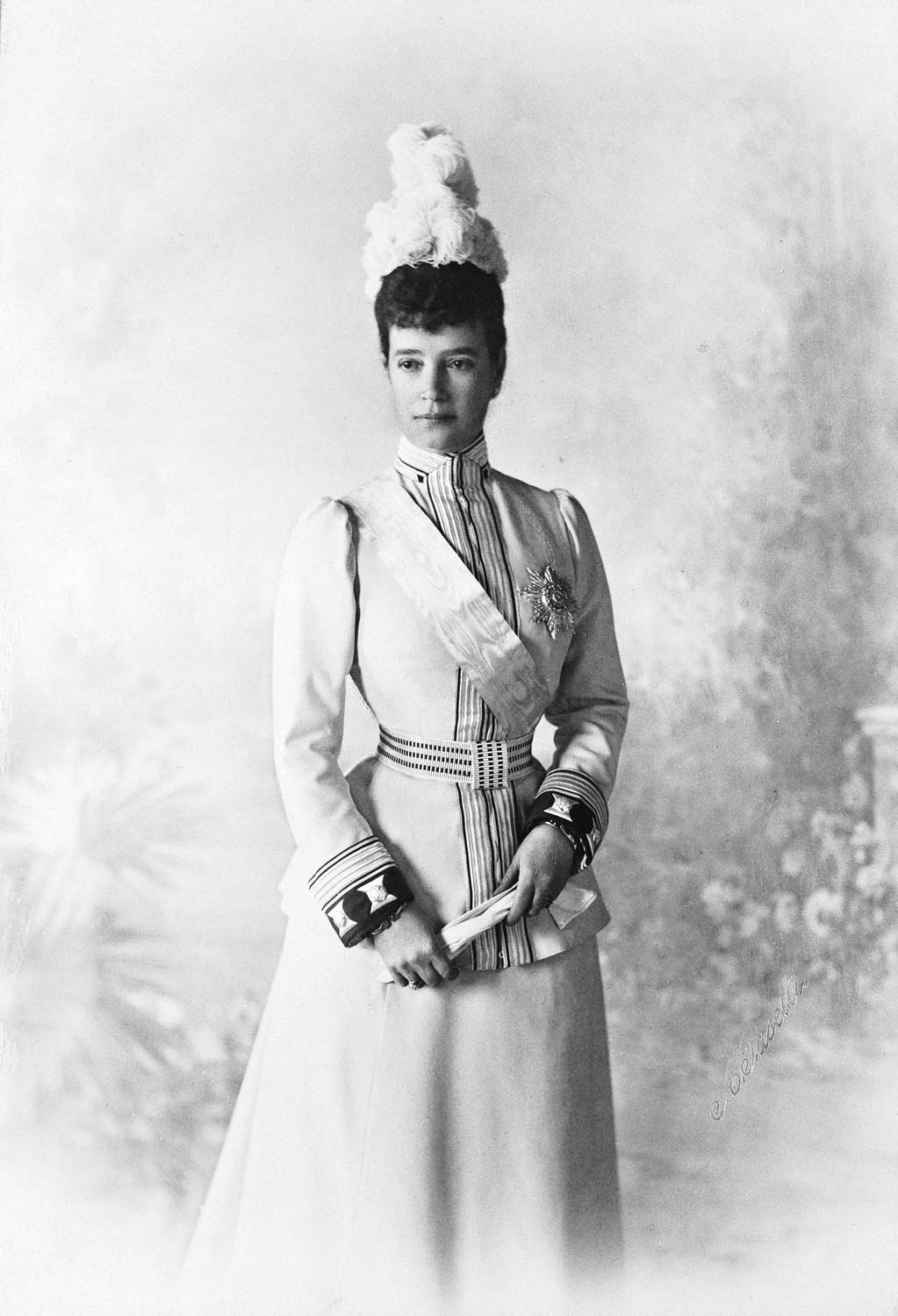
Marie Fjodorovna, 1898

Jako carevna vdova byla Marie mnohem populárnější než Mikuláš nebo Alexandra. Během korunovace svého syna v květnu 1896 přijela ona, Mikuláš a Alexandra v oddělených kočárech. Byla přivítána „téměř ohlušujícím“ potleskem. Amerického novináře Richarda Hardinga Davise překvapilo, že ,,byla vítána hlasitěji než car nebo carevna." Jakmile smrt Alexandra III. ustoupila do pozadí, Marie se opět začala dívat do budoucnosti s nadhledem. „Všechno bude v pořádku,“ jak říkala. Marie nadále žila v Aničkovském paláci v Petrohradě a v paláci Gatčina.
V prvních letech synovy vlády působila Marie často jako politická poradkyně cara. Car Mikuláš II. si nebyl jistý svými schopnostmi a byl si vědom jejích konexí a znalostí, proto často ministrům říkal, že ji před rozhodováním požádá o radu, a ministři to někdy sami navrhovali. Údajně právě na její radu si Mikuláš zpočátku ponechal ministry svého otce. Sama Marie odhadovala, že její syn je slabé povahy a že je lepší, když ho ovlivní ona, než někdo horší. Její dcera Olga si jejího vlivu všímala: „Nyní cítila, že je to její povinnost. Její osobnost byla magnetická a její elán do činnosti neuvěřitelný. Měla prst na každém vzdělávacím pulsu v říši. Své sekretářky dokázala rozcupovat na kousky, ale sebe nešetřila. Dokonce i když se nudila ve výboru, nikdy nevypadala znuděně. Její způsoby a především takt si podmanily každého“.
Po smrti svého chotě byla Marie přesvědčena, že Rusko potřebuje reformy, aby se vyhnulo revoluci. Podle dvořana Paula Benckendorffa došlo ke scéně, kdy Marie požádala svého syna, aby nejmenoval konzervativce Viktora von Wahla ministrem vnitra. Řekla, že pokud Mikuláš nebude souhlasit, ,,odjede do Dánska a nechá Mikuláše si bez ní zamotat hlavu." Mikuláš skutečně jmenoval jejího oblíbeného kandidáta a ona údajně svému favoritovi, liberálnímu reformátorovi Pjotru Svjatopolku-Mirskému, řekla, aby to přijal se slovy: „Musíš splnit přání mého syna, a když to uděláš, dám ti pusu“. Po narození syna carovi v témže roce však Mikuláš II. nahradil matku jako svou politickou důvěrnici a poradkyni svou manželkou, carevnou Alexandrou.
Vnuk Marie Fjodorovny, kníže Felix Jusupov, poznamenal, že měla v rodině Romanovců velký vliv. Sergej Witte chválil její takt a diplomatické schopnosti. Nicméně navzdory svému společenskému taktu nevycházela dobře se svou snachou, carevnou Alexandrou, a přičítala jí odpovědnost za mnohé problémy, které trápily jejího syna Mikuláše a ruské impérium obecně. Byla zděšena Alexandřinou neschopností získat si přízeň veřejnosti a také tím, že porodila dědice až téměř deset let po svatbě, poté co porodila čtyři dcery. Skutečnost, že ruské dvorské zvyklosti nařizovaly, že carevna vdova má přednost před císařovnou chotí, v kombinaci s majetnickými sklony, které Marie chovala ke svým synům, a její žárlivostí na císařovnu Alexandru jen prohlubovaly napětí mezi tchyní a snachou. Marie byla společenská a dobrá tanečnice, se schopností vcítit se do společnosti, zatímco Alexandra, ač inteligentní a krásná, byla velmi plachá a uzavírala se před ruským lidem.

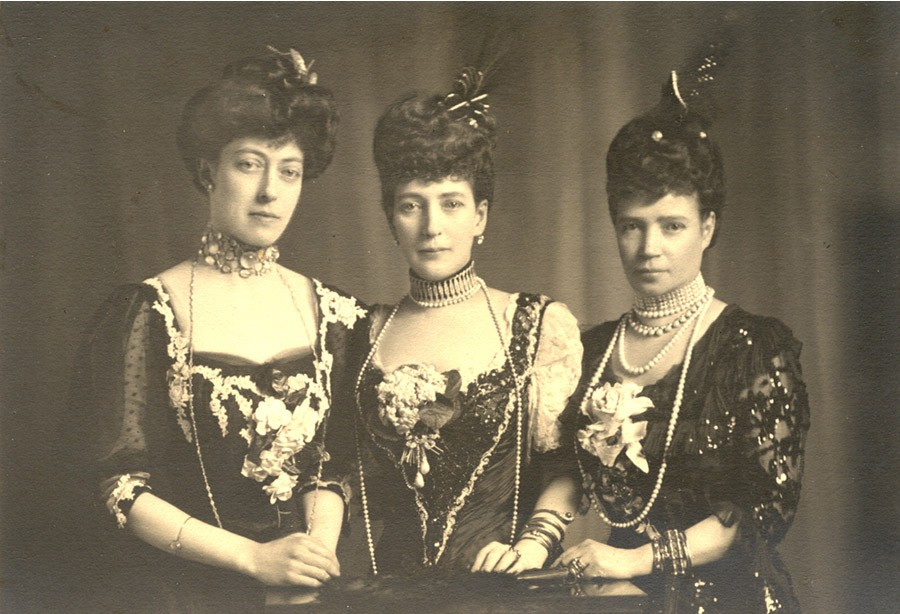
Marie Fjodorovna (vpravo) se svou sestrou britskou královnou Alexandrou a Alexandřinou dcerou princeznou Viktorií, 1903

Na přelomu 19. a 20. století trávila Maria stále více času v zahraničí. V roce 1906, po smrti svého otce, krále Kristiána IX., zakoupila spolu se svou sestrou Alexandrou, která se v roce 1901 stala královnou-chotí Spojeného království, vilu Hvidøre. Následujícího roku umožnila změna politických poměrů Marii Fjodorovně přijetí v Anglii králem Eduardem VII. a královnou Alexandrou, což byla Mariina první návštěva Anglie od roku 1873. Po návštěvě na počátku roku 1908 byla Marie Fjodorovna přítomna návštěvě svého švagra a sestry v Rusku v létě téhož roku. O necelé dva roky později se Marie Fjodorovna vydala do Anglie znovu, tentokrát na pohřeb svého švagra, krále Eduarda VII. v květnu 1910. Během své téměř tříměsíční návštěvy Anglie v roce 1910 se Marie Fjodorovna neúspěšně pokoušela přimět svou sestru, nyní královnu-vdovu Alexandru, aby si nárokovala přednostní postavení před svou snachou, královnou Marií.
V roce 1899 zemřel na Kavkaze Mariin druhý syn Georgij na tuberkulózu. Během pohřbu zachovala klid, ale na konci obřadu vyběhla z kostela, v ruce svírala synovu čepici, která byla na vrcholu rakve, a vzlykajíc se zhroutila v kočáře.
V roce 1901 Marie sjednala Olze katastrofální sňatek s oldenburským vévodou Petrem Alexandrovičem. Mikuláš dlouhá léta odmítal rozvod své nešťastné sestry, ustoupil až v roce 1916 uprostřed války. Když se Olga pokusila uzavřít morganatický sňatek s Nikolajem Kulikovským, snažili se jí to Marie Fjodorovna i car rozmluvit, přesto však příliš neprotestovali. Marie Fjodorovna byla ostatně jednou z mála osob, které se svatby v listopadu 1916 zúčastnily.

V roce 1912 měla Marie problémy se svým nejmladším synem, který se tajně oženil se svou milenkou, což vyvolalo pobouření a skandál jak u Marie Fjodorovny, tak u Mikuláše.

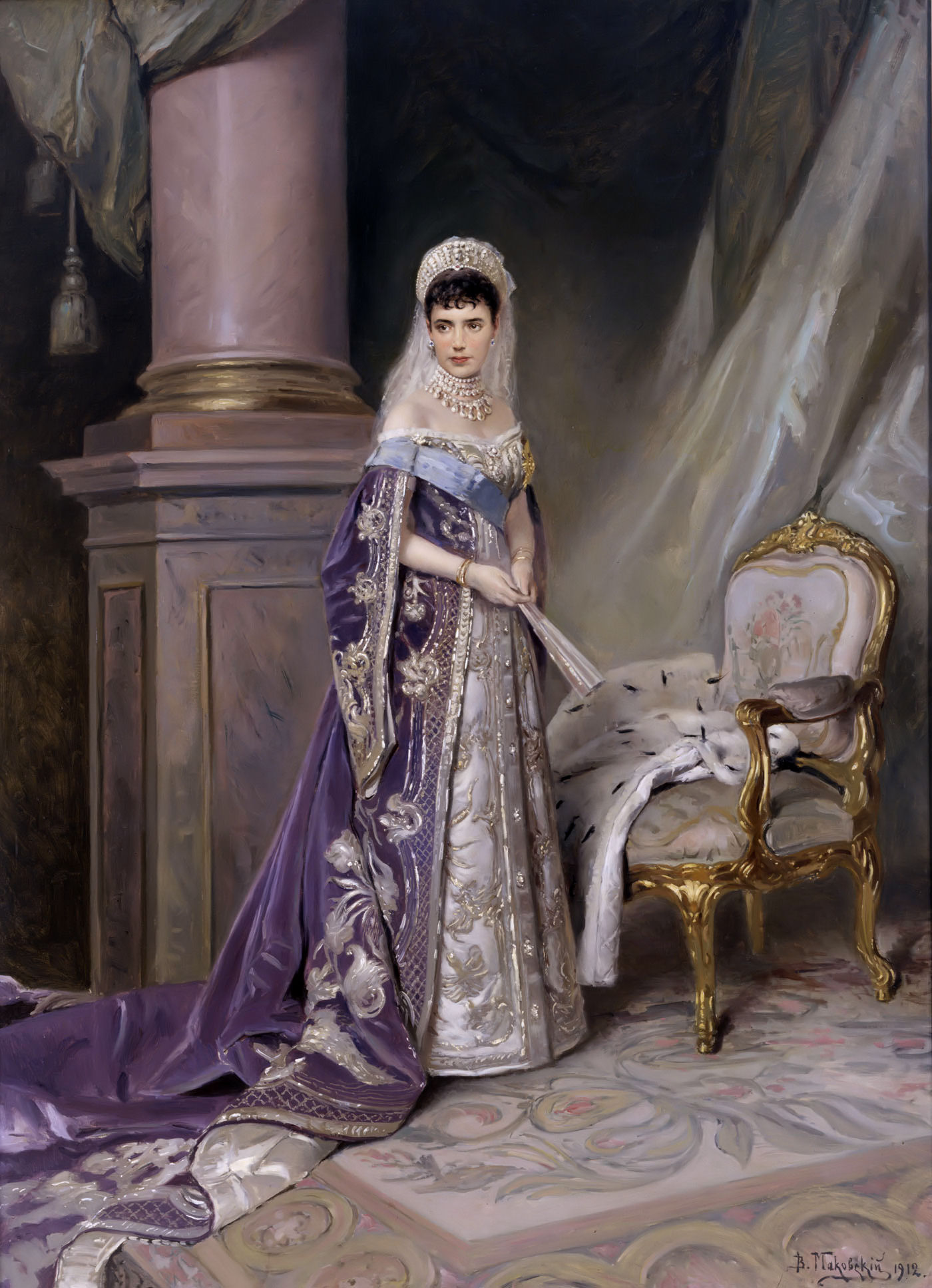
Marie Fjodorovna na portrétu Konstantina Makovskije, 1912

Marie Fjodorovna Rasputina neměla ráda a neúspěšně se snažila přesvědčit Mikuláše a Alexandru, aby ho poslali pryč. Považovala Rasputina za nebezpečného šarlatána a zoufala si nad Alexandřinou posedlostí „bláznivými, špinavými, náboženskými fanatiky." Obávala se, že Rasputinova činnost poškozuje prestiž carské rodiny, a požádala Mikuláše a Alexandru, aby ho poslali pryč. Mikuláš mlčel a Alexandra odmítla. Marie uznala, že carevna je skutečnou regentkou a že i ona nemá pro takovou funkci schopnosti: „Moje ubohá snacha nevnímá, že ničí dynastii i sebe. Upřímně věří ve svatost dobrodruha a my jsme bezmocní, abychom odvrátili neštěstí, které jistě přijde." Když car v únoru 1914 na Alexandřinu radu odvolal ministra Vladimíra Kokovcova, Marie opět vyčinila svému synovi, který jí odpověděl tak, že se ještě více přesvědčila o tom, že Alexandra je skutečnou vládkyní Ruska, a zavolala si Kokovcova a řekla mu: „Moje snacha mě nemá ráda, myslí si, že žárlím na její moc. Nechápe, že mou jedinou touhou je vidět svého syna šťastného. Přesto vidím, že se blížíme k nějaké katastrofě a car neposlouchá nikoho jiného než pochlebovače... Proč carovi neřekneš všechno, co si myslíš a co víš... pokud už není pozdě."

### První světová válka
V květnu 1914 odcestovala Marie Fjodorovna do Anglie, aby navštívila svou sestru. Během pobytu v Londýně vypukla první světová válka (červenec 1914), která ji donutila spěchat domů do Ruska. V Berlíně jí německé úřady zabránily pokračovat vlakem směrem k ruským hranicím. Místo toho se musela vrátit do Ruska přes (neutrální) Dánsko a Finsko. Po návratu v srpnu se usadila v Jelaginském paláci, který byl blíže Petrohradu než Gatčina. Během války působila jako prezidentka ruského Červeného kříže. Stejně jako o deset let dříve během rusko-japonské války v letech 1904-1905 financovala sanitní vlak. 
Během války panovaly v carském domě velké obavy z vlivu carevny Alexandry na státní záležitosti prostřednictvím cara a z vlivu, který na ni měl mít Grigorij Rasputin, neboť se mělo za to, že provokuje veřejnost a ohrožuje bezpečnost carského trůnu a přežití monarchie. Jménem carských příbuzných byly vybrány jak carevnina sestra velkokněžna Alžběta Fjodorovna, tak její sestřenice velkokněžna Viktorie Fjodorovna, aby zprostředkovaly a požádaly carevnu Alexandru o vykázání Rasputina od dvora a ochránily tak její pověst a pověst trůnu, avšak bez úspěchu. Souběžně se několik velkoknížat pokoušelo intervenovat u cara, ale bez většího úspěchu.
Během tohoto konfliktu v letech 1916-1917 velkokněžna Marie Pavlovna údajně plánovala státní převrat s cílem sesadit cara za pomoci čtyř pluků carské gardy, které měly vtrhnout do Alexandrovského paláce, donutit cara k abdikaci a nahradit ho jeho nezletilým synem pod regentstvím jejího syna velkoknížete Kirilla.
Existují dokumenty, které potvrzují, že se Marie Fjodorovna v této kritické situaci zapojila do plánovaného státního převratu, jehož cílem bylo sesadit jejího syna z trůnu a zachránit tak monarchii. Plán údajně spočíval v tom, že Marie měla dát carovi poslední ultimátum, aby Rasputina vyhnal, pokud si nebude přát, aby opustil hlavní město, což by byl signál k rozpoutání převratu. Přesný způsob, jakým plánovala nahradit svého syna, není potvrzen, ale jsou k dispozici dvě verze: první, že by se Mariiným jménem ujal moci ruský velkokníže Pavel Alexandrovič a ona sama by se poté stala jedinou ruskou carevnou (podobně jako Kateřina Veliká o více než 100 let dříve); druhá verze dále tvrdí, že by ruský velkokníže Pavel Alexandrovič nahradil cara jeho synem, následníkem trůnu, Mariiným vnukem Alexejem, po jehož nezletilosti by se Marie a Pavel Alexandrovič dělili o moc jako regenti. Marie byla požádána, aby se obrátila na cara poté, co carevna Alexandra požádala cara o odvolání ministra Alexeje Poljanova. Zpočátku prosbu odmítala a její švagrová velkokněžna Marie Pavlovna prohlásila francouzskému velvyslanci: „Není to nedostatek odvahy nebo náklonnosti, co ji drží zpátky. Je lepší, když to neudělá. Je příliš prostořeká a panovačná. Ve chvíli, kdy začne poučovat svého syna, její city jí utečou; někdy říká pravý opak toho, co by měla; rozčiluje ho a ponižuje. Pak se postaví na svou důstojnost a připomene matce, že je car. Vzájemně se opouštějí ve vzteku“. Nakonec se však nechala přesvědčit, aby odvolání podala. Císařovna Alexandra byla údajně o chystaném převratu informována, a když Marie Fjodorovna předložila carovi ultimátum, přesvědčila ho, aby matce nařídil opustit hlavní město. Následně císařovna vdova opustila Petrohrad a ještě téhož roku se usadila v Mariinském paláci v Kyjevě. Do hlavního města Ruska se již nikdy nevrátila. 
V Kyjevě se Marie zapojila do práce Červeného kříže a nemocnice a v září se konaly velké oslavy 50. výročí jejího příjezdu do Ruska, během nichž ji navštívil i její syn Mikuláš II., který přijel bez manželky. Carevna Alexandra napsala carovi: „Až uvidíte matičku carevnu, musíte jí raději ostře říci, jak vás bolí, že naslouchá pomluvám a nepřestává s nimi, protože to dělá neplechu a jiní by ji jistě rádi poštvali proti mně..." Marie skutečně požádala Mikuláše II. o zbavení Rasputina i Alexandry veškerého politického vlivu, ale krátce nato Mikuláš a Alexandra přerušili veškeré styky s carskou rodinou.
Když byl Rasputin zavražděn, část carského příbuzenstva požádala Marii, aby se vrátila do hlavního města a využila této chvíle k tomu, aby nahradila Alexandru na postu carovy politické poradkyně. Marie to odmítla, ale připustila, že by Alexandra měla být zbavena vlivu na státní záležitosti: „Alexandru Fjodorovnu je třeba vykázat. Nevím jak, ale musí se to udělat. Jinak by se mohla úplně zbláznit. Ať vstoupí do kláštera nebo prostě zmizí."

## Revoluce a exil
Revoluce přišla v Rusku v roce 1917, nejprve s únorovou revolucí a poté s abdikací Mikuláše II. 15. března. Po cestě z Kyjeva na setkání se svým sesazeným synem Mikulášem II. do Mogileva se Marie vrátila do města, kde si rychle uvědomila, jak se Kyjev změnil a že její přítomnost již není žádoucí. Tamní rodina ji přesvědčila, aby se skupinou dalších uprchlých Romanovců odcestovala vlakem na Krym, kam dorazila koncem března.
Po nějaké době, kdy žila v jedné z carských rezidencí na Krymu, dostala zprávu, že její synové, snacha a vnoučata byli zavražděni. Veřejně však tuto zprávu odmítla jako fámu. Ve svém deníku se utěšovala: „Jsem si jistá, že se všichni dostali z Ruska a bolševici se teď snaží pravdu utajit.“ Tohoto přesvědčení se pevně držela až do své smrti. Pravda pro ni byla příliš bolestná, než aby ji veřejně přiznala. Její dopisy synovi a jeho rodině se od té doby téměř všechny ztratily, ale v jednom, který se zachoval, napsala Mikulášovi: „Věz, že mé myšlenky a modlitby tě nikdy neopouštějí. Myslím na tebe dnem i nocí a někdy je mi tak špatně u srdce, že věřím, že už to déle nevydržím. Ale Bůh je milosrdný. On nám dá sílu pro tuto strašnou zkoušku.“ Mariina dcera Olga Alexandrovna se k tomu dále vyjádřila: „Přesto jsem si jistá, že se matka v hloubi srdce odhodlala přijmout pravdu už několik let před svou smrtí.“
Ačkoli Marie Fjodorovna pevně věřila, že Mikuláš a jeho rodina přežili, považovala Františku Schanzkowskou (známou jako „Anna Andersonová“) za podvodnici, která se vydávala za její vnučku, ruskou velkokněžnu Anastázii Nikolajevnu. Marie se důrazně postavila proti tomu, aby se její dcera Olga Alexandrovna setkala s podvodnicí, což se v roce 1925 stalo. Olga však dospěla k závěru, že Schanzkowská je podvodnice.
Navzdory svržení monarchie v roce 1917 bývalá carevna vdova Marie nejprve odmítla opustit Rusko. Teprve počátkem dubna 1919 na naléhání své sestry, královny vdovy Alexandry, odjela neochotně z Krymu přes Černé moře do Londýna. Král Jiří V. vyslal pro svou tetu bitevní loď HMS Marlborough. Ve skupině sedmnácti Romanovců byla její dcera velkokněžna Xenie a pět Xeniiných synů a šest psů a kanárek.
Po krátkém pobytu na britské základně na Maltě odcestovali do Anglie na britské bitevní lodi HMS Lord Nelson a ona zůstala u své sestry Alexandry. Ačkoli se královna Alexandra ke své sestře nikdy nechovala špatně a trávily spolu čas v Marlborough House v Londýně a v Sandringham House v Norfolku, Marie se jako sesazená carevna vdova cítila, že je nyní „číslo dvě“, na rozdíl od své sestry, oblíbené královny vdovy, a v listopadu 1919 se vrátila do rodného Dánska. Poté, co krátce žila u svého synovce, krále Kristiána X., v křídle paláce Amalienborg, si v roce 1923 vybrala za svůj nový trvalý domov prázdninovou vilu Hvidøre, která byla původně letním útočištěm nedaleko Kodaně.
V Kodani žilo mnoho ruských emigrantů, kteří ji nadále považovali za carevnu a často ji žádali o pomoc. Všeruské monarchické shromáždění konané v roce 1921 jí nabídlo, aby se ujala lokality ruského trůnu, ale ona odmítla s vyhýbavou odpovědí: „Nikdo neviděl Nikiho zabít“, a proto existuje šance, že její syn je stále naživu. Poskytla finanční podporu Nikolaji Sokolovovi, který zkoumal okolnosti smrti carské rodiny, ale nikdy se nesetkali. Velkokněžna Olga poslala do Paříže telegram, v němž zrušila schůzku, protože by pro starou a nemocnou ženu bylo příliš obtížné vyslechnout strašný příběh jejího syna a jeho rodiny.

## Smrt
V listopadu 1925 zemřela Mariina oblíbená sestra, královna Alexandra. To byla poslední ztráta, kterou dokázala unést. „Byla připravena setkat se se svým Stvořitelem,“ napsal o posledních letech života carevny vdovy Marie její zeť, velkokníže Alexandr Michajlovič. Carevna vdova Marie zemřela 13. října 1928 v Hvidøre u Kodaně, v domě, který kdysi sdílela se svou sestrou královnou Alexandrou, ve věku 80 let, když přežila čtyři ze svých šesti dětí. Po bohoslužbách v kodaňském ruském pravoslavném kostelu svatého Alexandra Něvského byla císařovna pohřbena v katedrále v Roskilde na ostrově Zéland, tradičním pohřebišti dánských panovníků od 15. století.
V roce 2005 se dánská královna Markéta II. a ruský prezident Vladimir Putin a jejich vlády dohodli, že ostatky carevny budou vráceny do Petrohradu v souladu s jejím přáním, aby byly uloženy vedle jejího manžela. Řada obřadů se konala od 23. do 28. září 2006. Pohřební obřad za účasti vysokých hodnostářů, včetně dánského korunního prince a korunní princezny a prince a princezny Michael z Kentu, se neobešel bez určitých turbulencí. Dav kolem rakve byl tak velký, že před uložením rakve do hrobu spadl mladý dánský diplomat. 26. září 2006 byla v Petrohradě odhalena socha Marie Fjodorovny. Po bohoslužbě v katedrále svatého Izáka byla 28. září 2006, 140 let po svém prvním příjezdu do Ruska a téměř 78 let po své smrti, pohřbena vedle svého manžela Alexandra III. v petrohradské katedrále.

## Zajímavost
Pohřbu se účastnilo mnoho členů evropských panovnických dynastií, mimo jiné dánský korunní princ Frederik, bývalý řecký král Konstantin s manželkou, či Michael, vévoda z Kentu; stejně jako Marie Fjodorovna jsou všichni potomky „tchána Evropy“, dánského krále Kristiána IX.

## Potomci
- Mikuláš II. (18. května 1868 – 17. července 1918), poslední ruský car, král polský a velkokníže finský ⚭ 1894 hesenská princezna Alix (Alexandra Fjodorovna, 6. června 1872 – 17. července 1918)
- Alexandr Alexandrovič (7. června 1869 – 2. května 1870)
- Georgij Alexandrovič (9. května 1871 – 9. srpna 1899)
- Xenie Alexandrovna (6. dubna 1875 – 20. dubna 1960), ⚭ 1894 velkoníže Alexandr Michajlovič Romanov (13. dubna 1866 – 26. února 1933)
- Michail Alexandrovič (4. prosince 1878 – 13. června 1918) ⚭ 1911 Natalija Sergejevna Šeremetěvskaja (27. června 1880 – 26. ledna 1952), morganatický sňatek
- Olga Alexandrovna (13. června 1882 – 24. listopadu 1960) ⚭ 
  - 1901 Petr Alexandrovič Oldenburský (21. listopadu 1868 – 11. března 1924)
  - 1916 Nikolaj Alexandrovič Kulikovskij (5. listopadu 1881 – 11. srpna 1958)

## Vývod z předků
|             |                                                               |  |                                 |                                            |  |  |  |  |  |  |  | Karel Antonín Holštýnsko-Becký |
|             |                                                               |  |                                 |                                            |  |  |  |  |  |  |  |                                |
|             | Fridrich Karel Ludvík Šlesvicko-Holštýnsko-Sonderbursko-Becký |  |                                 |                                            |  |  |  |  |  |  |  |                                |
|             |                                                               |  |                                 |                                            |  |  |  |  |  |  |  |                                |
|             |                                                               |  |                                 | Šarlota Frederika z Donína-Leistenau       |  |  |  |  |  |  |  |                                |
|             |                                                               |  |                                 |                                            |  |  |  |  |  |  |  |                                |
|             | Fridrich Vilém Šlesvicko-Holštýnsko-Sonderbursko-Glücksburský |  |                                 |                                            |  |  |  |  |  |  |  |                                |
|             |                                                               |  |                                 |                                            |  |  |  |  |  |  |  |                                |
|             |                                                               |  |                                 | Karel Leopold Schliebenský                 |  |  |  |  |  |  |  |                                |
|             |                                                               |  |                                 |                                            |  |  |  |  |  |  |  |                                |
|             | Frederika Schliebenská                                        |  |                                 |                                            |  |  |  |  |  |  |  |                                |
|             |                                                               |  |                                 |                                            |  |  |  |  |  |  |  |                                |
|             |                                                               |  |                                 | Marie Eleonora Lehndorffská                |  |  |  |  |  |  |  |                                |
|             |                                                               |  |                                 |                                            |  |  |  |  |  |  |  |                                |
|             | Kristián IX.                                                  |  |                                 |                                            |  |  |  |  |  |  |  |                                |
|             |                                                               |  |                                 |                                            |  |  |  |  |  |  |  |                                |
|             |                                                               |  |                                 | Fridrich II. Hesensko-Kasselský            |  |  |  |  |  |  |  |                                |
|             |                                                               |  |                                 |                                            |  |  |  |  |  |  |  |                                |
|             | Karel Hesensko-Kasselský                                      |  |                                 |                                            |  |  |  |  |  |  |  |                                |
|             |                                                               |  |                                 |                                            |  |  |  |  |  |  |  |                                |
|             |                                                               |  |                                 | Marie Hannoverská                          |  |  |  |  |  |  |  |                                |
|             |                                                               |  |                                 |                                            |  |  |  |  |  |  |  |                                |
|             | Luisa Karolina Hesensko-Kasselská                             |  |                                 |                                            |  |  |  |  |  |  |  |                                |
|             |                                                               |  |                                 |                                            |  |  |  |  |  |  |  |                                |
|             |                                                               |  |                                 | Frederik V.                                |  |  |  |  |  |  |  |                                |
|             |                                                               |  |                                 |                                            |  |  |  |  |  |  |  |                                |
|             | Luisa Dánská                                                  |  |                                 |                                            |  |  |  |  |  |  |  |                                |
|             |                                                               |  |                                 |                                            |  |  |  |  |  |  |  |                                |
|             |                                                               |  |                                 | Luisa Hannoverská                          |  |  |  |  |  |  |  |                                |
|             |                                                               |  |                                 |                                            |  |  |  |  |  |  |  |                                |
| Marie Sofie |                                                               |  |                                 |                                            |  |  |  |  |  |  |  |                                |
|             |                                                               |  |                                 |                                            |  |  |  |  |  |  |  |                                |
|             |                                                               |  | Fridrich II. Hesensko-Kasselský |                                            |  |  |  |  |  |  |  |                                |
|             |                                                               |  |                                 |                                            |  |  |  |  |  |  |  |                                |
|             | Fridrich Hesensko-Kasselský                                   |  |                                 |                                            |  |  |  |  |  |  |  |                                |
|             |                                                               |  |                                 |                                            |  |  |  |  |  |  |  |                                |
|             |                                                               |  |                                 | Marie Hannoverská                          |  |  |  |  |  |  |  |                                |
|             |                                                               |  |                                 |                                            |  |  |  |  |  |  |  |                                |
|             | Vilém Hesensko-Kasselský                                      |  |                                 |                                            |  |  |  |  |  |  |  |                                |
|             |                                                               |  |                                 |                                            |  |  |  |  |  |  |  |                                |
|             |                                                               |  |                                 | Karel Vilém Nasavsko-Usingenský            |  |  |  |  |  |  |  |                                |
|             |                                                               |  |                                 |                                            |  |  |  |  |  |  |  |                                |
|             | Karolina Nasavsko-Usingenská                                  |  |                                 |                                            |  |  |  |  |  |  |  |                                |
|             |                                                               |  |                                 |                                            |  |  |  |  |  |  |  |                                |
|             |                                                               |  |                                 | Karolina Felizitas Leiningensko-Dagsburská |  |  |  |  |  |  |  |                                |
|             |                                                               |  |                                 |                                            |  |  |  |  |  |  |  |                                |
|             | Luisa Hesensko-Kasselská                                      |  |                                 |                                            |  |  |  |  |  |  |  |                                |
|             |                                                               |  |                                 |                                            |  |  |  |  |  |  |  |                                |
|             |                                                               |  |                                 | Frederik V.                                |  |  |  |  |  |  |  |                                |
|             |                                                               |  |                                 |                                            |  |  |  |  |  |  |  |                                |
|             | Frederik Dánský                                               |  |                                 |                                            |  |  |  |  |  |  |  |                                |
|             |                                                               |  |                                 |                                            |  |  |  |  |  |  |  |                                |
|             |                                                               |  |                                 | Juliana Marie Brunšvická                   |  |  |  |  |  |  |  |                                |
|             |                                                               |  |                                 |                                            |  |  |  |  |  |  |  |                                |
|             | Luisa Šarlota Dánská                                          |  |                                 |                                            |  |  |  |  |  |  |  |                                |
|             |                                                               |  |                                 |                                            |  |  |  |  |  |  |  |                                |
|             |                                                               |  |                                 | Ludvík Meklenbursko-Zvěřínský              |  |  |  |  |  |  |  |                                |
|             |                                                               |  |                                 |                                            |  |  |  |  |  |  |  |                                |
|             | Žofie Frederika Meklenbursko-Zvěřínská                        |  |                                 |                                            |  |  |  |  |  |  |  |                                |
|             |                                                               |  |                                 |                                            |  |  |  |  |  |  |  |                                |
|             |                                                               |  |                                 | Šarlota Žofie Sasko-Kobursko-Saalfeldská   |  |  |  |  |  |  |  |                                |
|             |                                                               |  |                                 |                                            |  |  |  |  |  |  |  |                                |